# Krzysztof Kosedowski
Krzysztof Kazimierz Kosedowski est un boxeur polonais né le 12 décembre 1960 à Tczew.

## Carrière
Il remporte aux Jeux olympiques d'été de 1980 à Moscou la médaille de bronze dans la catégorie poids plumes.

## Palmarès

### Jeux olympiques
- Médaille de bronze en -57 kg aux Jeux de 1980 à Moscou,  URSS